# Teologia da Nova Aliança
Teologia da nova Aliança é uma concepção ou visão teológica cristã que considera a pessoa e a obra de Jesus Cristo como o foco central de toda a Bíblia Sagrada e, pois, da História da Humanidade. Embora algumas concepções considerem a Nova Aliança como tendo abolido, ab-rogado ou revogado a Antiga Aliança sumaria e totalmente, esse entendimento não é o de todas a confissões, denominações, igrejas ou ministérios cristãos. Com efeito, muitas confissões cristãs consideram que, com o advento da Nova Aliança, houve um aperfeiçoamento de aliança entre Yahweh Deus e a Humanidade, por meio de Jesus Cristo. A questão de permanência ou revogação da Lei bíblica antiga (Leis de noé, Dez Mandamentos Mosaicos, Mitzvá, 613 Mitzvot da Torá e Regras para prosélitos na Torá) é delicada, pois, em princípio foram elas ordenadas a Israel como nação e povo eleitos de Yahweh Deus, e não cabe qualquer juízo de inclusão ou exclusão por parte de outros. Maioria das confissões cristãs atuais, há tempo, acolhe a continuidade da Lei Moral Antiga (a parte Espiritual e Moral, a regra de Santidade) como de continuidade e de validade atemporais e universais.

## Hermenêutica bíblica
A Exegese bíblica e a Hermenêutica bíblica recomendadas aos teólogos da Nova Aliança devem ser tais que se respeite e se acolha harmoniosa o Novo Testamento interpretar, por si, coerente, consistente e naturalmente o Antigo Testamento, em toda a riqueza de sua revelação originária, que, inclusive, prenuncia de forma profética O Advento do Messias ou Cristo de Yahweh Deus. Isso significa que, se o Novo Testamento interpreta uma promessa do Antigo Testamento de modo diferente da leitura simples, a Teologia da Nova Aliança conclui que é assim que O próprio Yahweh Deus interpreta Sua Promessa — que pode ser surpreender a todos.
Com efeito, a antiga e veterotestamentária profecia anunciada por Amós, o profeta de Yahweh Deus é também referida por Tiago, o Apóstolo de Jesus Cristo e é interpretada por ele como associada a reconstrução da "Tenda Caída de David" com a "Salvação dos Gentios". Essa seria uma interpretação altamente surpreendente para os crentes judeus da ocasião, já que não há precedente para que seja interpretada como algo diferente de uma promessa à nação de Israel. Teologia da Nova Aliança, então, explica que O Senhor Deus deu-nos Sua interpretação dessa passagem, por meio de Tiago.

## Base teológica
O conceito e a ideia bíblicos de Nova Aliança são desde os tempos do Antigo Testamento, em conhecimento e em anunciação por parte dos profetas d'O Senhor Yahweh Deus, embora quase sempre não compreendida. Diferentemente, A "Teologia da Nova Aliança", como um corpo doutrinário específico e bem organizado, que expressa a visão teológica cristã da História da Redenção e Salvação da Humanidade, é relativamente recente. Diferentemente daquilo que, algumas vezes se anuncia, a Teologia da Nova Aliança não anuncia abolição ou ab-rogação ou revogação da Antiga Aliança, qual expressa na Lei Mosaica e preceitos complementares de Santidade, antes convalida-os. A Lei de Cristo ou da Nova Aliança do Novo Testamento, apresenta uma nova perspectiva ética, superior, pelo fato de "não mais ater-se aos atributos exteriores, mas aos interiores da Santidade. Assim, a Teologia da Nova Aliança está em contraste com outros pontos de vista sobre a lei bíblica, pois muitos deles não aceitam ou creem que os Dez Mandamentos e as leis Divinas da Antiga Aliança tenham sido cancelados, e podem preferir o termo Supersessionismo para os demais.
Os teólogos da Nova Aliança veem sua teologia como um meio termo entre uma visão reformada e dispensacionalista sobre como o Antigo Testamento, e, em particular, a Lei Mosaica, aplica-se ao cristão atual. A Teologia da Nova Aliança é muito diferente do Dispensacionalismo, e, provavelmente, tem mais em comum com a Teologia da Aliança Reformada. Sobre a questão da Lei, o Dispensacionalismo é mais semelhante à Teologia da Nova Aliança, embora sua crença central seja a de que a era de aplicação da Antiga Aliança está no passado, e não que tenha sido simplesmente cancelada. Mas Teologia da Nova Aliança rejeita a ideia de que a Bíblia possa ser dividida em alianças ou dispensações. Alguns criticaram a Teologia da Nova Aliança por propor que os Dez Mandamentos fossem abolidos, o que, entretanto, carece de fundamentação de generalidade, uma vez que alguma visão isolada pode apresentar essa concepção, mas não são todas.

## Alianças anteriores
A Teologia da nova Aliança é uma concepção ou visão teológica Evangélica, mas no Evangelicalismo há pontos de vista divergentes sobre uma série de temas. Um desses tópicos é a forma como a história da salvação se encaixa, e a relação dos convênios dentro da história da Salvação.

### Aliança abraâmica
Nova Aliança teólogos acredito que o convênio Abraâmico revela o plano de Deus para salvar um povo e levá-los para a sua terra. A Antiga Aliança com os Israelitas, e a terra prometida é temporário imagem do que é feito o Novo Pacto, onde Jesus, na verdade, comprou um povo e vai levá-los para estar com ele para sempre nos "novos céus e nova terra" (Apocalipse 21:22).

### Aliança mosaica
O Velho ou aliança Mosaica é legal ou obras aliança que Deus fez com Israel no Monte Sinai. Esse convênio é trazido para um fim e é cumprida na cruz. Ele nunca foi destinado a salvar as pessoas, mas em vez disso, seu objetivo foi o de demonstrar a incapacidade do mesmo Deus do próprio povo escolhido para erradicar o pecado e a culpa até a vinda do Messias.
O mundo caído, desde a queda de Adão e Eva, só pode aumentar em pecado e da culpa. Israel, sob a aliança Mosaica, foi o físico cumprimento do convênio Abraâmico, um prenúncio do superior Nova Aliança da graça.

## Aliança cristã
But now Jesus has obtained a superior ministry, since the covenant that he mediates is also better and is enacted on better promises.— Hebreus 8:6]]
A obra de cristo na cruz é a Nova Aliança, pela qual as pessoas são reconciliadas com Deus, sola gratia, e inclui várias promessas feitas no Antigo Testamento. A Abraão e Mosaico convênios foram temporária de convênios—e estes foram para o (geralmente incrédulos) o povo de Deus, Israel—e tiveram seu cumprimento no Novo testamento. A Nova Aliança a lei é a Lei de Cristo, que inclui os comandos de seus Apóstolos.
A Nova Aliança é a realização espiritual do convênio Abraâmico. Os adeptos acreditam que a Nova Aliança entrou em vigor com o ministério de Jesus, como na Última Ceia , quando Jesus disse em Lucas 22:20 "Este cálice é a nova aliança no meu sangue, que é derramado por vós."
O Novo Testamento, ecoando Jeremias 31:33, também os estados,
This is the covenant I will establish with the people of Israel after that time, declares the Lord. I will put my laws in their minds and write them on their hearts. I will be their God, and they will be my people.— Hebreus 8:10
Assim, a Nova Aliança é um gracioso pacto. Aqueles incluídos no pacto de são reconciliados com Deus pela graça, unicamente, é, além de tudo o que eles fazem. Jesus comprou um povo por sua morte na cruz para que todos aqueles por quem ele morreu receber o perdão dos pecados e tornar-se incurável Deus amantes pelo Espírito Santo. Eles têm, assim, tornar a sua nova criação.

### Nova Aliança e Lei
Nova Aliança teólogos e juristas, como Steve Lehrer da Nova Aliança Bíblia Comunhão em Tempe, Arizona; Pedro Ditzel da Palavra da Sua Graça Ministérios; e John G. Reisinger de Som de Graça Ministérios, sustentam que, uma vez que "toda a Antiga Aliança é obsoleto", "nenhum dos comandos da Lei Mosaica são vinculativas para os crentes de hoje."
A versão de direito na Nova Aliança, era a Lei de Cristo, que inclui os comandos de Cristo que pertencem à Nova Aliança era e os comandos de seus Apóstolos, mas não as Apostólica Decreto.
Outros acreditam que pelo menos partes da lei do Antigo Testamento é vinculativa para os Cristãos, embora haja alguma variação no que partes e como elas se aplicam.

### Batismo e Circuncisão
A Teologia da nova Aliança sustenta que a circuncisão era a imagem física do que o coração prometeu aos crentes em Cristo. Isso significava que você estava fisicamente nasceu para o povo de Deus, Israel. Foi dada a todos os Israelitas, independentemente de arrependimento e fé. O batismo é o sinal exterior de que a regeneração ocorreu. Isso significa que você tem nascem espiritualmente para o povo crente de Deus (nova criatura), a igreja. É dado a todos aqueles que dão evidência de regeneração, que é o arrependimento e a fé.

## Críticos
Os críticos reivindicamos a Teologia da Nova Aliança não tem qualquer não-Bíblicos escritos históricos para ajudar a validar o seu sistema de teologia. Muitos críticos como Richard Barcellos em seu livro Em Defesa do Decálogo : Uma Crítica da Teologia da Nova Aliança encontrar a falha com a Teologia da Nova Aliança tratamento dos Dez Mandamentos como tendo sido revogada. Eles também afirmam que a Teologia da Nova Aliança faz com que o erro de afirmar uma forma diferente de salvação entre a Antiga Aliança e a Nova Aliança, mesmo que a 'salvação act", que ainda não tinha sido realizada no Antigo Testamento. Um exemplo seria a do livro Teologia da Nova Aliança pelo Tom de Poços e Fred Zaspel. Página 31 lida com o evangelho pregado a Abraão e diz que ele não era "o evangelho", mas a "promessa do evangelho". Referindo-se aos Romanos 1:2, o livro afirma que, "Paul olha no evangelho como" antes havia prometido pelos seus profetas nas Santas Escrituras' claramente o que implica que ele ainda não havia chegado em OT vezes."
Ou cancelado com a crucificação de Jesus, e substituído com a Lei de Cristo da Nova Aliança. Ele compartilha semelhanças com, e ainda é distinta, o Dispensacionalismo e a Teologia do Pacto.

### Livros
- LEHRER, Steve. New Covenant Theology Book, 235 páginas

### Artigos
- HARTLEY, Kevin. History of New Covenant Theology
- REISINGER, Jonh. But I say unto you
- ZASPEL, Fred G.. A Brief explanation of New Covenant Theology

### Teologia comparativa
- BENBROOKS, Jeremy. An Analysis of the Seed of Abraham in New Covenant Theology (Ph.D. Dissertation)
- EWING, Ragan. A New Covenant Critique of Dispensationalism
- Theological Systems Compared
- WARREN, Tony. Covenant Theology vs. New Covenant Theology'

### Declarações de Fé da Nova Aliança
- Elders of New Covenant Bible Fellowship. The New Covenant Confession of Faith (2014)
- Solo Christo Statement of Faith
- The First London Confession, 1646 Edition (which is compatible with New Covenant Theology as well as with Covenant Theology)
- The Statement of Faith for Christ Fellowship of Kansas City